# 鄭泰
鄭 泰（てい たい、生没年不詳）は、中国後漢末期の政治家。司隷河南郡開封県の人。高祖父は鄭衆。曾祖父は鄭安世。祖父は鄭紼。父は鄭熙。弟は鄭渾。子は鄭袤。尚書侍郎・奉車都尉・議郎・揚州刺史を務めた。『後漢書』に伝がある。
計略に優れた人物との評判があった。何進の招聘を受け、その側近となり活動した。いち早く董卓の危険性を見抜き、何進が董卓と結ぶことに反対したが、進言が容れられることはなかった。何進暗殺後の政変の結果、董卓が政権を握ると、表面上は忠実な振りをしつつ董卓の打倒を謀った。まず、逃亡した袁紹を赦免させ勃海太守に任命させた。そして反董卓連合軍が挙兵すると、関東の諸侯についての情報を董卓に伝え、自分に軍勢を率い討伐させることを要求した。しかし、かえって警戒され軍権を取り上げられた。後に長安への遷都に同行し、董卓暗殺を荀攸や何顒と結び計画し謀議をめぐらせたが、発覚してしまった。しかし、荀攸達のように投獄されることはなかった。董卓死後、李傕の長安進攻時には武関を通って逃走し、袁術の下へ逃れた。後に袁術から揚州刺史に任命されたが、任地へ赴く途中で病死した。41歳であった。
弟は袁術の下を離れ、曹操に仕えて功績を挙げたため、魏書に立伝されている。